# Peter Sauber
Peter Sauber (* 13. října 1943, Curych) je švýcarský majitel týmu formule 1.

## Život a motorsport
Ve věku 23 let jezdil tento vyučený elektromontér své první automobilové závody na upraveném Volkswagenu Brouk. O tři roky později si postavil své první závodní auto C1, se kterým se stal mistrem Švýcarska ve sportovních vozech. Po tomto úspěchu se soustředil na stavbu závodních automobilů a zanechal vlastního závodění. Založil Sauber Rennsport AG, aby mohl stavět závodní vozy.
Před vstupem do formule 1 stavěl od 70. let sportovní vozy. Na konci 80. let nasadil Sauber úspěšně svůj Sauber-Mercedes za tovární tým Mercedes-Benz, který vyhrál 24 hodin Le Mans. Mezi jeho perspektivní jezdce patřili Michael Schumacher, Heinz Harald Frentzen a Karl Wendlinger, o které se staral zkušený jezdec Jochen Mass. Peter Sauber patří mezi nejlepší hledače talentovaných závodníků. Mnoho současných a minulých špičkových pilotů sedělo na počátku své závodní kariéry v kokpitech vozů Sauber, např. již jmenovaní Michael Schumacher a Heinz Harald Frentzen, dále také Nick Heidfeld, Kimi Räikkönen a Felipe Massa.
Peter Sauber prodal svůj tým 22. června 2005 automobilce BMW. V roce 2010 tým odkoupil zpět.
14. ledna 2006 byl zvolen Švýcarem roku 2005.

## Soukromí
Peter Sauber má od roku 1965 manželku Christiane, se kterou vychoval dva syny: Philipp (* 1971) a Alex (* 1973). "C" v označení závodních vozů Sauber znamená počáteční iniciálu jména Christiane.